# 隆迪尼耶尔
隆迪尼耶尔（法語：Londinières，法語發音：[lɔ̃dinjɛʁ]）是法国诺曼底大区滨海塞纳省的一个市镇，属于迪耶普区。 

## 地理
隆迪尼耶尔（49°49'54"N, 1°24'7"E）面积18.79 平方千米，位于法国诺曼底大区滨海塞纳省，是一个有着轻工业的小型农业村镇，地处布赖地区，欧讷河畔，迪耶普东南约26千米，D920、D12、D117和D1314公路交界处。
与隆迪尼耶尔接壤的市镇（或旧市镇、城区）包括：克鲁瓦达勒、福雷欧维尔、圣阿加特达列蒙、圣皮埃尔-德容基耶尔。
隆迪尼耶尔的时区为UTC+01:00、UTC+02:00（夏令时）。

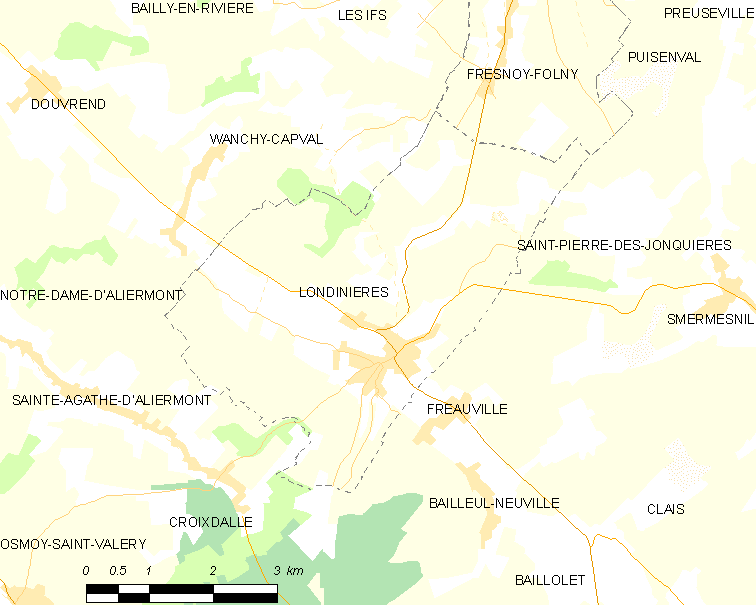
隆迪尼耶尔的OSM定位图

## 行政
隆迪尼耶尔的邮政编码为76660，INSEE市镇编码为76392。

## 政治
隆迪尼耶尔所属的省级选区为布赖地区讷沙泰勒县。

## 人口

1962-2008年间隆迪尼耶尔人口变化图示

隆迪尼耶尔于2022年1月1日时的人口数量为1233人。